# Selskabets Pris
Selskabet for de skønne og nyttige Videnskabers Pris eller blot Selskabets Pris er en litteraturpris, der uddeles hvert andet år for en sproglig eller litterær kulturindsats, i reglen for et ikke-skønlitterært forfatterskab eller værk. Modtageren belønnes med 20.000 kr.
Prisen blev uddelt af Selskabet til de skønne og nyttige Videnskabers Forfremmelse fra 1767 frem til 1966, hvor selskabet blev forenet med Det Danske Akademi, der herefter overtog uddelingen.

## Modtagere
- 2017 – Pil Dahlerup
- 2015 – Hans Boll-Johansen
- 2013 – Erik A. Nielsen
- 2011 – Hans Edvard Nørregård-Nielsen
- 2007 – Erik Aschengreen
- 2009 – Steffen Heiberg
- 2005 – Carl Henrik Koch
- 2001 – Jørgen Fafner
- 1999 – Thomas Bredsdorff
- 2003 – Karl Aage Rasmussen
- 1997 – Jørgen Bonde Jensen
- 1995 – Jørgen Knudsen
- 1993 – Keld Zeruneith
- 1991 – Palle Lauring
- 1989 – Erik Fischer
- 1987 – Aage Henriksen
- 1985 – Aage Marcus

## Eksterne henvisning
- Selskabets Pris Arkiveret 28. januar 2019 hos  Wayback Machine på Det Danske Akademis hjemmeside